# أولاد خلوف (المغرب)
 أولاد خلوف (بالإنجليزية: OULAD KHALLOUF)‏ هي جماعة قروية تابعة لإقليم قلعة السراغنة ضمن جهة مراكش تانسيفت الحوز بالمغرب. بلغ مجموع عدد سكان  أولاد خلوف حسب إحصاءات 2004 حوالي 8064 نسمة يعيشون في 1249 أسرة.

## إحصاء عام
| السنة | عدد السكان | عدد الأسر | عدد الأجانب |
| ----- | ---------- | --------- | ----------- |
| 1994  | 7638       | 1122      | °°°°        |
| 2004  | 8064       | 1249      | 0           |

## دواوير الجماعة
- اولاد السفياني
- اولاد اعكوب
- اولاد اللهو
- اولاد اعليليش
- اولاد خلخال
- آيت السي بن ايعيش
- آيت عبو احميدة
- اكمارة
- اولاد اعلي